# Streudepolarisierung

Animation der Streudepolarisation

Beispiel von Streudepolarisierung mittels Intrinsic Optical Signal Imaging. Geschwindigkeit 50×.

Der Begriff Streudepolarisierung (Spreading Depression) oder Kortikale Streudepolarisierung (Cortical Spreading Depression) bezeichnet ein regelmäßig auftretendes neurologisches Phänomen, das durch eine sich langsam ausbreitende Depolarisation der Hirnrinde (Cortex) gekennzeichnet ist.
Dieses Phänomen, das u. a. mit Hilfe der funktionellen Magnetresonanztomographie (fMRT) oder mittels eines Elektrokortikogramms (ECoG) registriert werden kann, wird mit der Pathogenese der Migräne und des Schlaganfalls in Verbindung gebracht. Die Spreading Depression beginnt meist spontan an einem Punkt und schreitet mit einer charakteristischen Geschwindigkeit von 3 bis 5 Millimeter pro Minute fort. Bei der Migräne schreitet sie einige Zentimeter als lokalisiertes Wellensegment durch Areale der gefurchten Großhirnrinde. Beim Schlaganfall startet die Spreading Depression in der Umgebung des Infarktgewebes und umkreist dieses eventuell mehrmals. Dabei bleibt sie in der Regel auf eine Hemisphäre beschränkt. In den betroffenen Gebieten depolarisieren die Zellmembranen der Neurone und Gliazellen, und die elektrisch messbare Aktivität bricht praktisch völlig zusammen.
Die Entstehung und die Ausbreitung der Spreading Depression ist an eine Freisetzung von Kaliumionen in den Extrazellularraum gekoppelt. Auch eine Fehlfunktion von Ionenkanälen für Kalzium, Natrium und Kalium sowie eine Fehlfunktion ionotroper Glutamat-Rezeptoren kann daran beteiligt sein. Kaliumionen führen zu einer Depolarisierung, die sich über einen Bereich der Hirnrinde ausbreitet. Eine langsame Ausbreitung dieser Depolarisation über das Sehzentrum wird als elektrophysiologisches Korrelat wandernder Flimmerskotome angesehen, die häufig während einer Migräneaura beobachtet werden können. Eine Spreading Depression wurde erstmals 1944 durch den brasilianischen Neurophysiologen Aristides Leão beschrieben. Trotz mehr als 5 Jahrzehnten aktiver Forschung in verschiedenen Tiermodellen war das Auftreten der Spreading Depression im menschlichen Gehirn lange Zeit umstritten. Erste klinische Studien mit elektrokortikographischen Ableitungen in der Umgebung von Hirnverletzungen bei neurochirurgischen Patienten konnten einen positiven Nachweis erbringen.